# Монастырь Котмяна
Монастырь Котмяна — памятник архитектурного синтеза в византийско-балканском стиле, характерном для XIII—XIV веков. Монастырь назван в честь одноименной реки.
Первое документальное свидетельство, в котором фигурирует монастырь Котмяна, датируется 20 мая 1388 года времён Мирча Старого. Из влахо-болгарский грамот следует о его существовании в связи со строительством монастыря Козья. Однако предполагается, что Котмяна является гораздо более древним, если вообще не самым старым монастырем Валахии, и многие исследователи считают, что его построил Владислав Влайку.
Его самая ранняя возможная датировка относится к 1292 году в связи с присутствием половцев на этих землях в то время.